# 唐人町商店街 (福岡市)

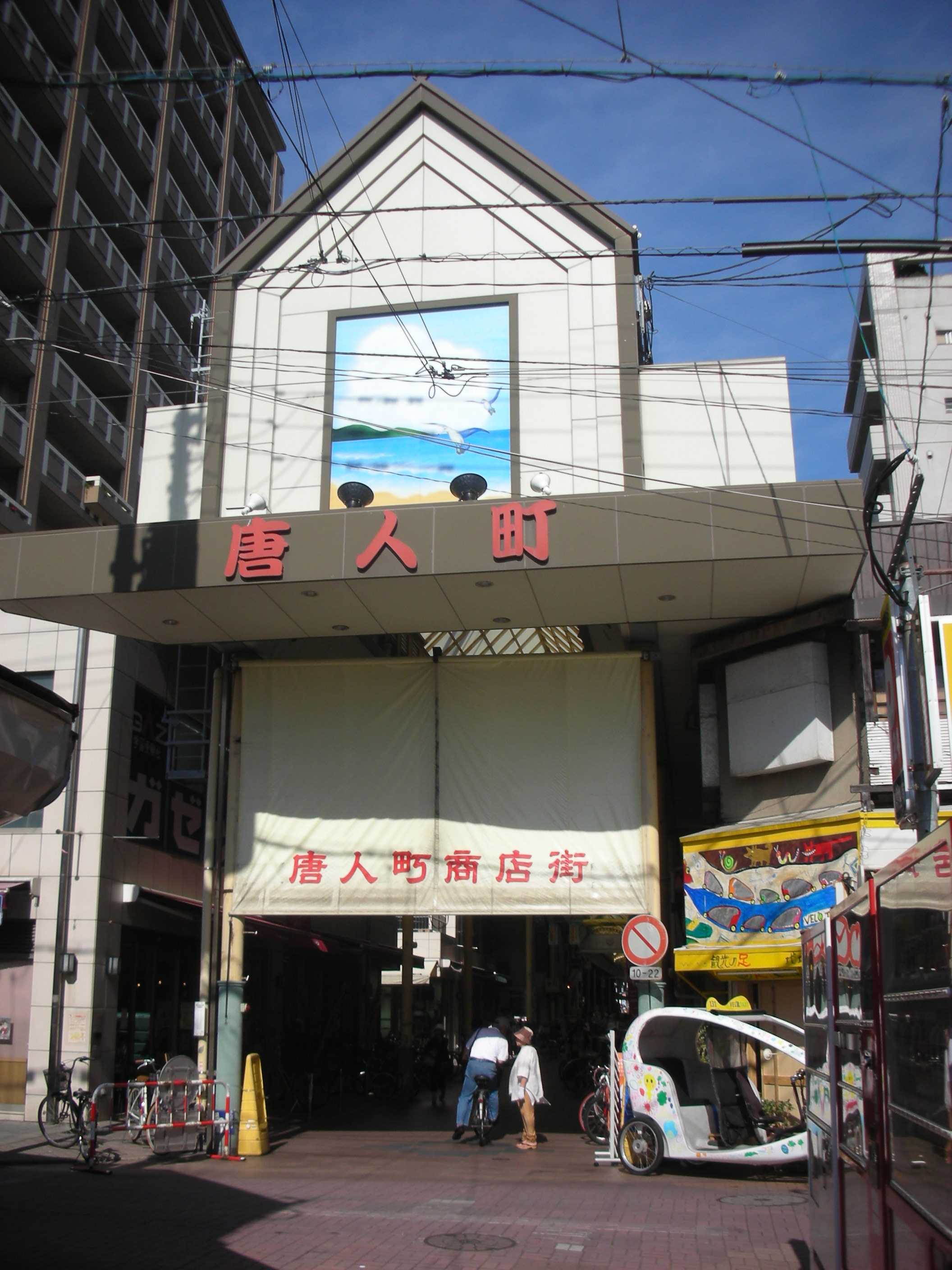
唐人町商店街アーケード（2009年5月）

唐人町商店街（とうじんまちしょうてんがい）は、九州一の繁華街である福岡市中央区天神地区から西へ約2.5kmの唐人町にある。東端は黒門川通りを挟んで荒戸に接し、福岡市営地下鉄唐人町駅は天神駅から5分。商店街は地下鉄唐人町駅のほぼ真上にある。この商店街の歴史は古く、約400年前に旧唐津街道沿いに生まれた店々が起源とされる。

## 概要
下町情緒あふれる場所として知られる。週末になるとさまざまなイベントが開催され、ラジオの公開録音やCM撮影（博多華丸・大吉「うまかっちゃん（ハウス食品）」）なども行われている。
地下鉄唐人町駅は、福岡ドーム（PayPayドーム）に一番近い地下鉄駅にあたるため、イベントの際にはドームに向かう多くの客で賑わう。商店街には、福岡ソフトバンクホークスを応援する店も多く、ペナントレース終盤には、応援スペースが設置され、歓声が飛び交う。

## イベント
毎年夏休みに納涼夜市を開催。2018年までは近隣の大濠公園で西日本大濠花火大会が行われ、唐人町も花火客で賑わっていた。
- RKB街角ふれあいライブ（毎月第3木曜日）

これとは別にプロレス団体DDTが、この商店街全体を巻き込んで路上プロレスの大会を行っている。
- 2010年7月3日 KO-Dタッグ選手権試合
  - （王者）高木三四郎・澤宗紀（with 松本浩代） vs （挑戦者）中澤マイケル・HARASHIMA
- 2010年12月11日 4WAYマッチ
  - 飯伏幸太 vs 中澤マイケル vs ディック東郷 vs 高木三四郎

## すいとうポイント
SUGOCA・はやかけんを利用した独自のポイントシステム「すいとうポイント」を2010年3月25日より導入している。

## 交通
- 福岡市地下鉄空港線唐人町駅より徒歩1分
- 西鉄バス唐人町バス停、福岡大学附属若葉高校バス停下車

## 関連項目

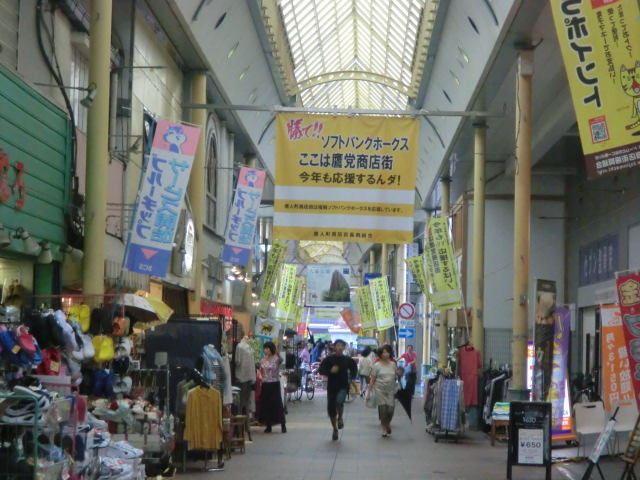
人々で賑わう様子